# Catedral de Nuestra Señora y San Esteban (Fréjus)
La concatedral de Nuestra Señora y San Esteban de Fréjus o simplemente catedral de Fréjus (en francés: Cathédrale Notre-Dame et Saint-Etienne) es una concatedral católica francesa, y un monumento histórico de Francia, situado en la ciudad de Fréjus en el departamento de Var, en la región de Provenza-Alpes-Costa Azul, en el sureste del país.
La catedral, dedicada a Nuestra Señora, ha sido la sede del obispado de Fréjus desde el siglo V. La sede fue abolida en 1801, pero fue restaurada bajo el Concordato de 1817. En 1957, la diócesis de Fréjus se unió con la de Toulon para formar la actual diócesis de Fréjus-Toulon, con su sede en la catedral de Toulon.
La iglesia es parte de un complejo de un complejo fortificado más grande de edificios religiosos medievales que datan de los siglos V y XIII, cuando Fréjus era un importante centro religioso y comercial de la Provenza, que comprende: una iglesia parroquial y una catedral bajo un mismo techo; un baptisterio; la residencia del obispo; una canonigería, para la comunidad de sacerdotes que sirvieron bajo el obispo; y un claustro.

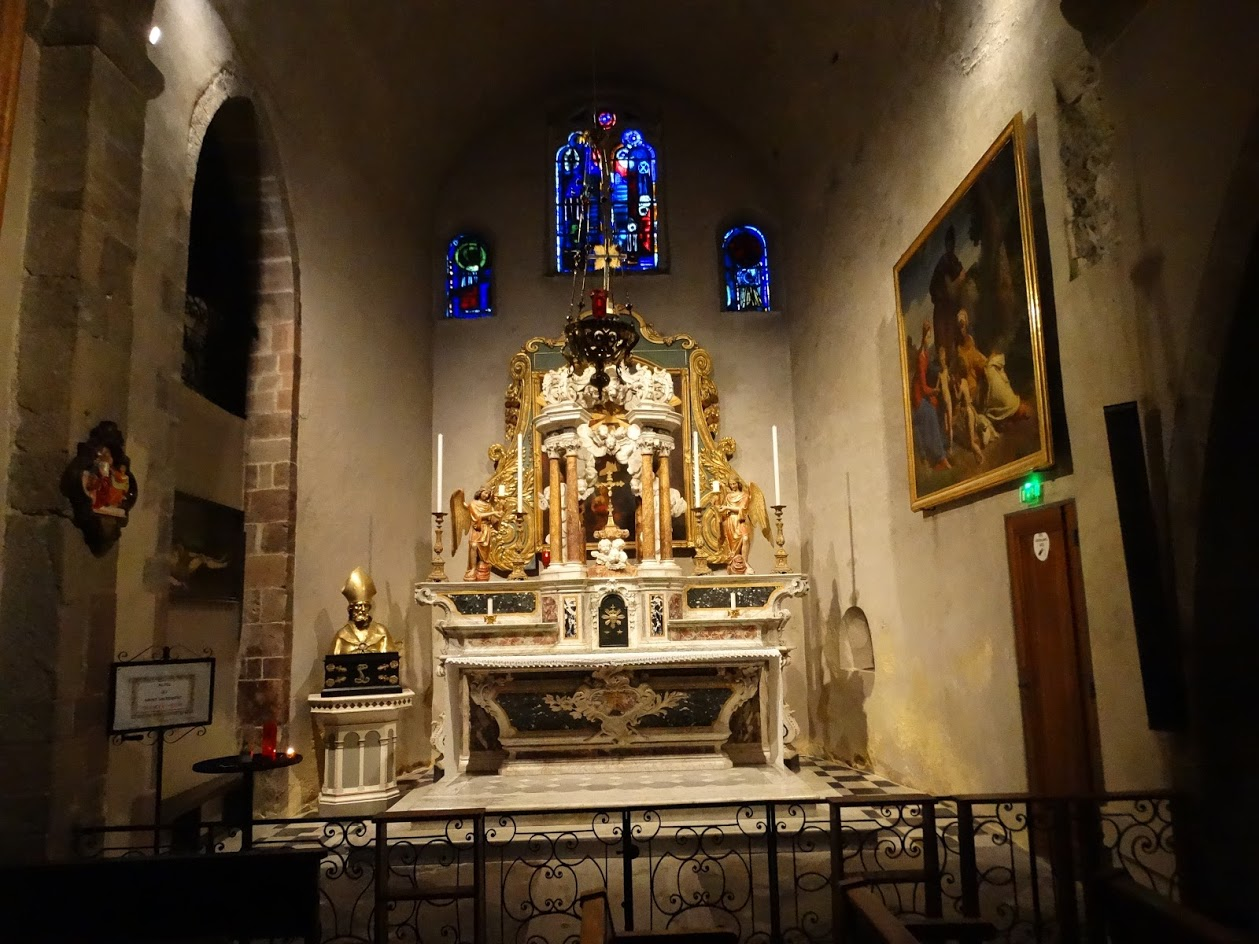
Altar

## Véase también

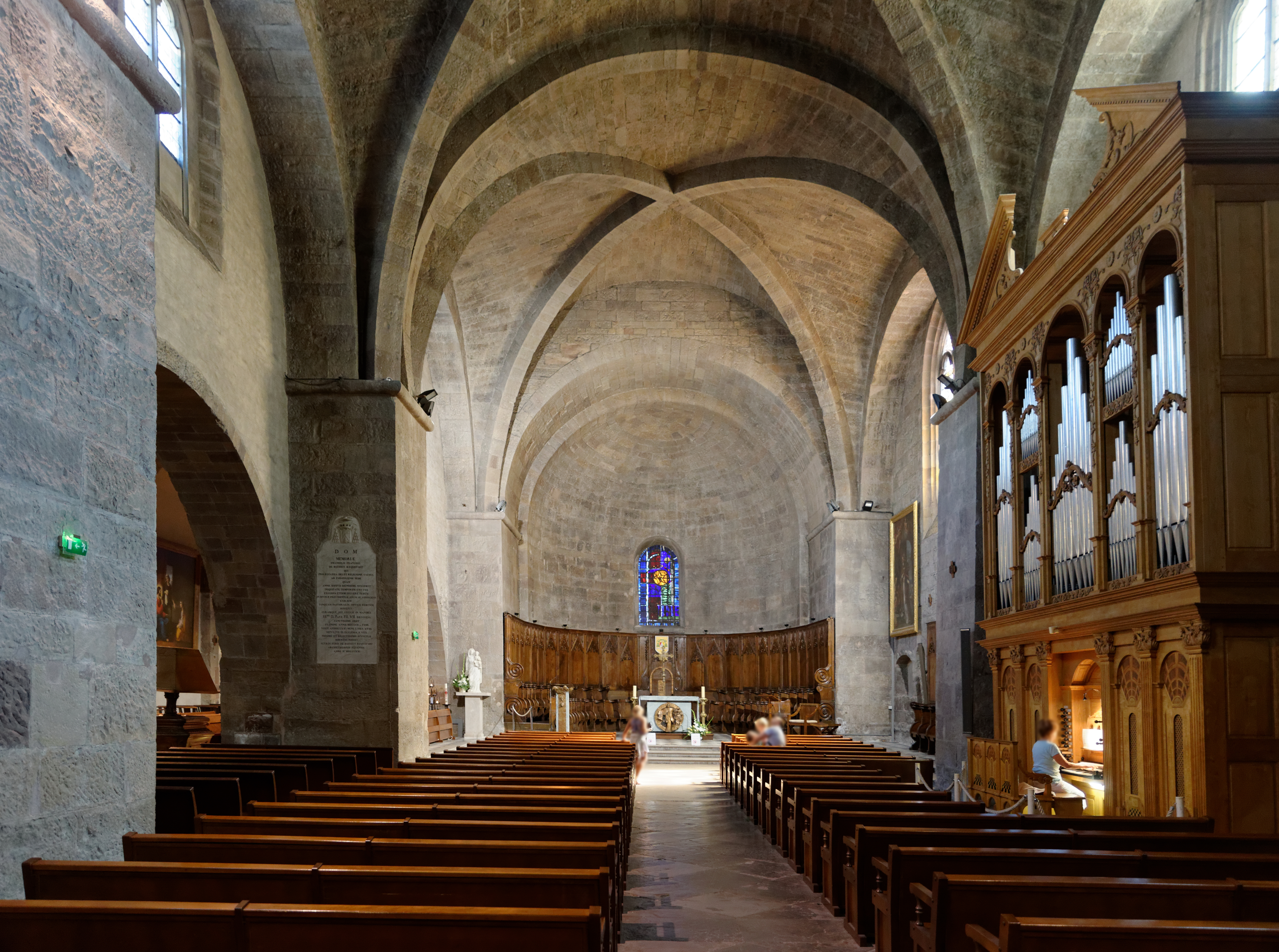
Vista interna